# Historia książki
Historia książki – dziedzina wiedzy badająca książkę od początków jej istnienia. Historia ta dzieli się na dwa okresy: książkę rękopiśmienną – sprzed ery druku, tworzoną do 1500 roku (zalicza się tu też inkunabuły), oraz na epokę książki drukowanej, której rozwój zawdzięczamy Janowi Gutenbergowi.

## Starożytność

### Mezopotamia
Tabliczki gliniane z pismem klinowym stosowano w państwach położonych w dorzeczu Eufratu i Tygrysu – Sumerze, Babilonii i Asyrii; w późniejszym okresie były także rozpowszechnione w państwie Hetytów oraz w Persji. Znaki w postaci klinów stawiano za pomocą rylców o trójkątnym przekroju, początkowo trzcinowych, później wyrabianych także z kości słoniowej, metalu lub drewna. Tabliczki suszono na słońcu lub wypalano, przez co uzyskiwały kolor od jasnoczerwonego do czarnego. Ich wymiary wynosiły od 2 × 2,4 cm do 22 × 37 cm, grubość od 0,27 do 2,4 cm. Gdy rozmiar tekstu przekraczał jedną tabliczkę, kolejne tabliczki numerowano; jako tytuł podawano początkowe słowa utworu (tzw. incipit); ostatni wers poprzedniej tabliczki powtarzano jako pierwszy wiersz następnej (tzw. kustosz). Tabliczki wiązano rzemykami w bloki; robiono odstęp lub w inny sposób znaczono tekst co 10 wersów; na końcu tekstu zamieszczano kolofon (stopkę). Podawano autora, źródło z jakiego został wzięty tekst, kto był kopistą, korektorem tekstu. Umieszczano informację o sumarycznej liczbie wierszy, o tym czy tekst jest kompletny czy stanowi fragment dłuższego dzieła. Pierwszym znanym z imienia autorem dzieła literackiego była Enheduanna, córka króla akadyjskiego Sargona Wielkiego (panował ok. 2340–2284 p.n.e), kapłanka boga księżyca Nanny w Ur; tworzyła hymny religijne . W bibliotece Aszurbanipala (zm. 626 p.n.e.) w Niniwie, spalonej w 612 roku p.n.e. przez Medów, tabliczki oznaczane były pieczęcią jako własność „króla świata, króla Asyrii”. W bibliotece tej odnaleziono fragmenty katalogu, składającego się z dwóch rodzajów spisów: spisów tabliczek (wymieniających początkowe słowa oraz liczbę tabliczek, tworzących serię) oraz spisów serii (utworów zgromadzonych w danym dziale).

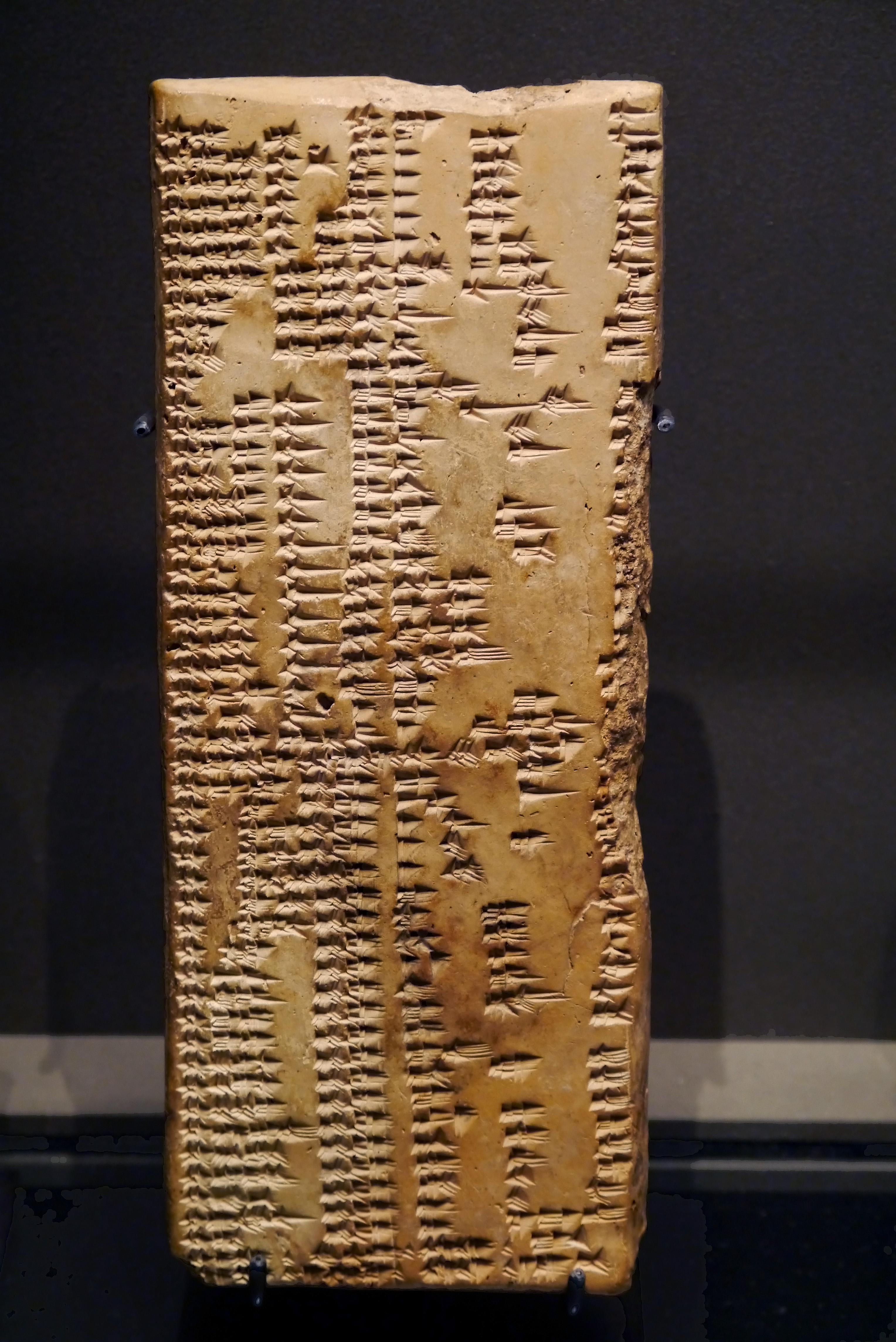
Słownik sumeryjsko-akadyjski
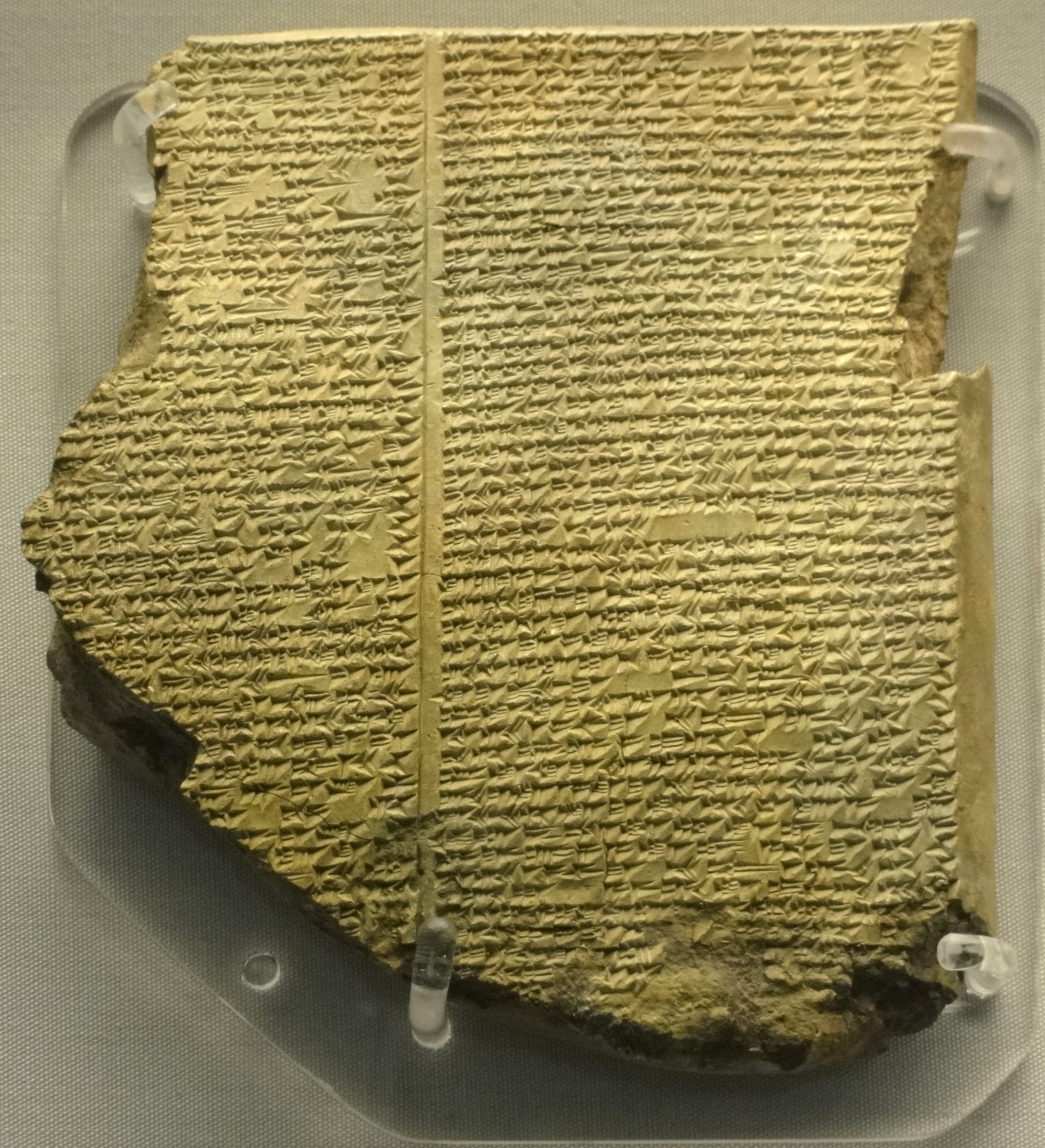
Fragment dotyczący potopu z Eposu o Gilgameszu
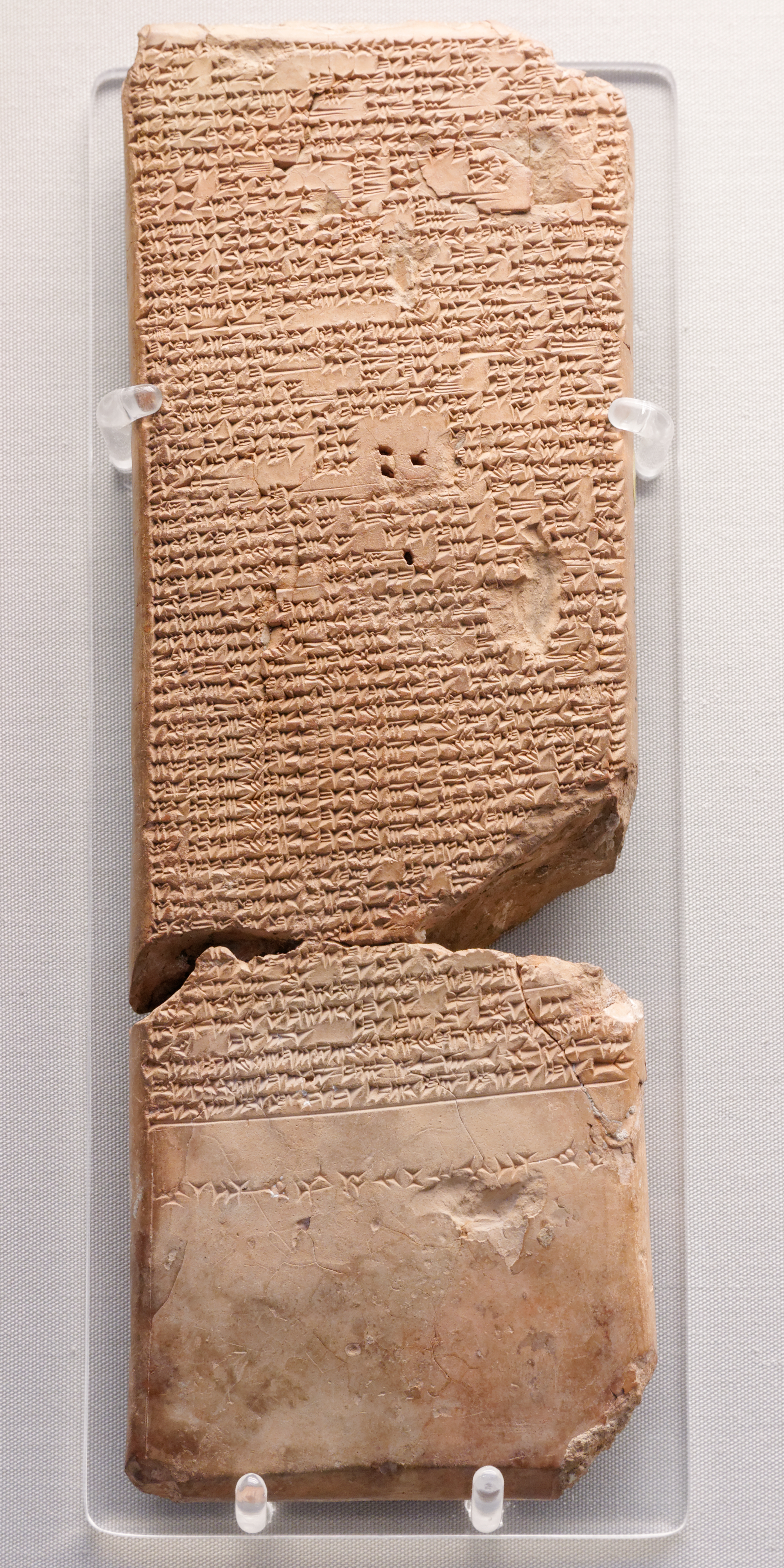
Opowieść o zejściu Isztar (Inany) do świata podziemnego

### Chiny
W trzecim tysiącleciu p.n.e. w Chinach stosowano pismo. Ryto inskrypcje na skorupach żółwi, kościach, rozciętych łodygach bambusowych oraz na drewnianych deszczułkach. W drugim tysiącleciu p.n.e. istnieli nadworni kronikarze. Księga przemian (I Ching, Yijing) powstawała w latach ok. 1000–750 p.n.e. jako podręcznik wróżbiarstwa w zachodnim państwie Zhou. Konfucjusz (551 p.n.e. – 479 p.n.e) nie pozostawił pism, jego nauki spisano później w tzw. Analektach (Dialogi konfucjańskie). Półlegendarny filozof Laozi, twórca taoizmu, był w VI wieku p.n.e. archiwistą w nadwornej bibliotece.
Cesarz Qin Shi Huang (Ts’in Shi Huang-ti, 259–210 p.n.e.), który zjednoczył Chiny po Okresie Walczących Królestw, w 213 roku p.n.e. nakazał masowe spalenie ksiąg. Miało ono dotyczyć ksiąg filozoficznych jego przeciwników politycznych – konfucjanistów; oszczędzono natomiast książki o znaczeniu praktycznym, dotyczące medycyny, wróżenia i rolnictwa.
Sima Qian (ok. 145 p.n.e. – ok. 86 p.n.e), urzędnik na dworze cesarza Wudi z dynastii Han, opracował Zapiski historyka – dzieło obejmujące 2 tysiące lat historii od czasów legendarnego Żółtego Cesarza.
W następnych wiekach nastąpił rozwój książki w postaci zwojów jedwabnych. Na jedwabiu pisano piórami z bambusa lub pędzelkami z sierści; używano początkowo atramentu z soku pokostujących drzew, później tuszu z sadzy wymieszanej z klejem. Znaki stawiano w pionowych kolumnach, od góry do dołu i od prawej do lewej strony. Jedwab był kosztownym materiałem pisarskim. Poszukiwania tańszego, równie wygodnego materiału doprowadziły do wynalezienia papieru. W 105 roku n.e. Cai Lun wynalazł technologię wyrobu papieru z morwy, sieci rybackich, szmat i odpadków konopi .
W I wieku n.e. zespół specjalistów z zakresu medycyny, sztuki wojennej, filozofii, poezji, wróżbiarstwa oraz astronomii opracował pierwszą chińską bibliografię, liczącą 677 ksiąg .
Chińczycy opanowali powielanie tekstów metodą estampażu już w czasach starożytnych. W 175 roku n.e. Cai Yong zwrócił się do cesarza z petycją o polecenie wyrycia tekstu konfucjańskiego Pięcioksięgu na kamiennych tablicach, aby umożliwić jego wielokrotne kopiowanie oraz aby utrwalić kanoniczną wersję i chronić ją przed ideologicznymi zniekształceniami .

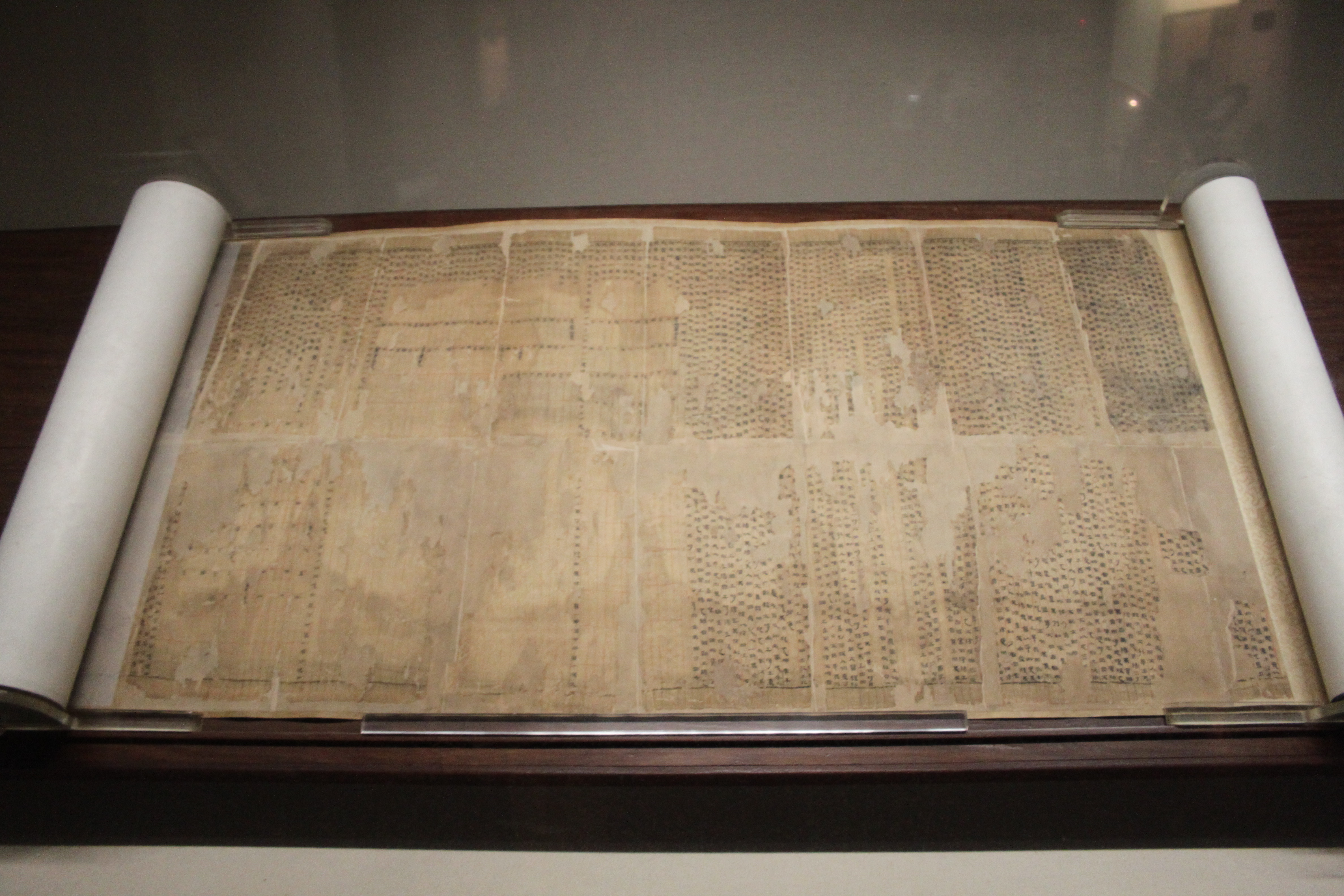
Traktat astronomiczny z II wieku p.n.e. Stanowisko archeologiczne Mawangdui, obecnie w Muzeum Prowincji Hunan w Changsha.
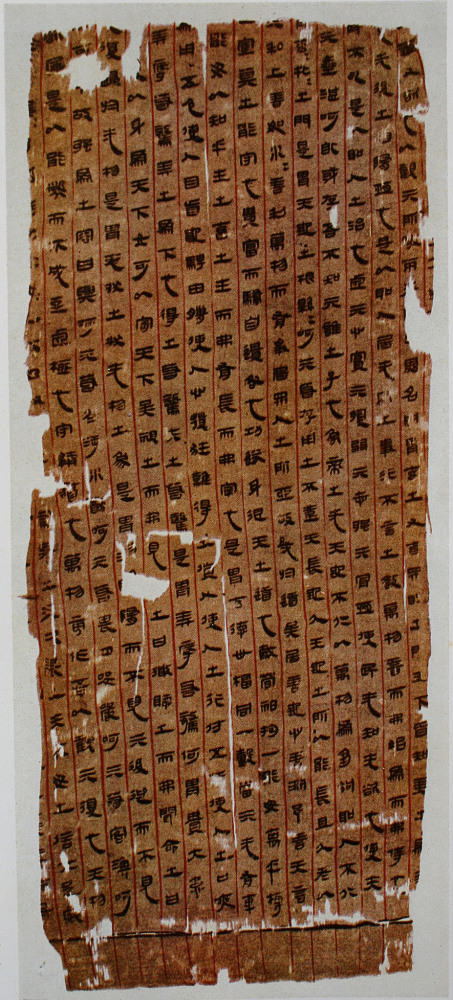
Fragment rękopisu Daodejing na jedwabiu, II wiek p.n.e. Stanowisko archeologiczne Mawangdui, obecnie w Muzeum Prowincji Hunan w Changsha.
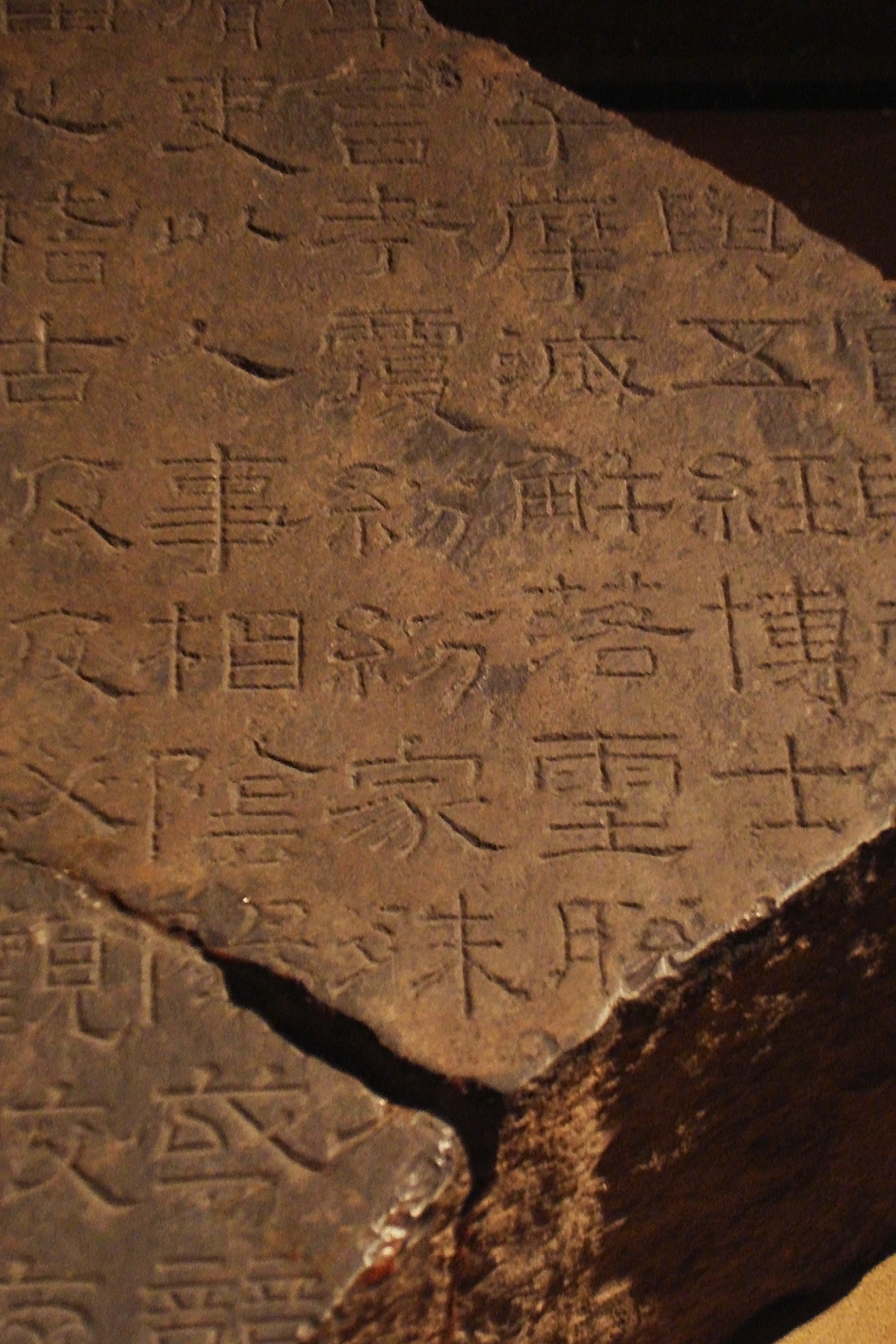
Fragment jednej z kamiennych tablic z epoki Xiping, zawierających kanon pism konfucjańskich.

### Indie
W Indiach pisano na liściach palmowych, wysuszonych i natartych olejkiem. Powierzchnię liścia nacinano rylcem lub trzcinowym piórem, a następnie wcierano czarny pigment. Pisma na liściach palmowych przechowywano w koszach. Kanon palijski, zbiór nauk Buddy spisany ok. pierwszego wieku p.n.e. w Sri Lance w języku pali, nosi nazwę Tipiṭaka, co oznacza „trzy kosze”.

### Syria, Fenicja i Palestyna
Państwa na wschodnim wybrzeżu Morza Śródziemnego leżały w orbicie wpływów i kontaktów handlowych zarówno Mezopotamii, gdzie stosowano pismo klinowe, jak i Egiptu, gdzie posługiwano się hieroglifami. W użyciu było także lokalne pismo piktograficzne. Na tych terenach powstały pierwsze pisma alfabetyczne.
- W mieście Ugarit (obecnie Ras Szamra w Syrii) odkryto ponad 200 tysięcy tabliczek z pismem klinowym, z czego ponad 200 (datowanych na XIV-XIII wiek p.n.e.) zawierało zestaw znaków ograniczony do około 30[19] (29[15]), co wskazuje na alfabetyczny system pisma.
- Odkryte w kopalni miedzi na górze Synaj pismo wzorowane na egipskich hieroglifach z ok. 1500 roku p.n.e. uważane jest za pośredni etap pomiędzy pismem egipskim a pismami semickimi[20].
- Jednym z wczesnych zabytków pisma fenickiego jest inskrypcja na sarkofagu króla Ahirama z Byblos (obecnie na terenie Libanu), datowana na XIII[21] lub XI wiek p.n.e.[22]

Treść Biblii, świętej księgi Hebrajczyków, początkowo przekazywana była ustnie. Spisywanie Biblii hebrajskiej bądź Starego Testamentu rozpoczęło się ok. X wieku p.n.e., a zakończyło w III–I wieku p.n.e., przy czym większość ksiąg powstała lub została ostatecznie zredagowana w V–II wieku p.n.e. , czyli po niewoli babilońskiej (od 586 do 538 roku p.n.e.). Stary Testament został spisany w języku hebrajskim (39 ksiąg), fragmenty w aramejskim, a część późnych ksiąg (7 tzw. ksiąg deuterokanonicznych) po grecku .

### Egipt

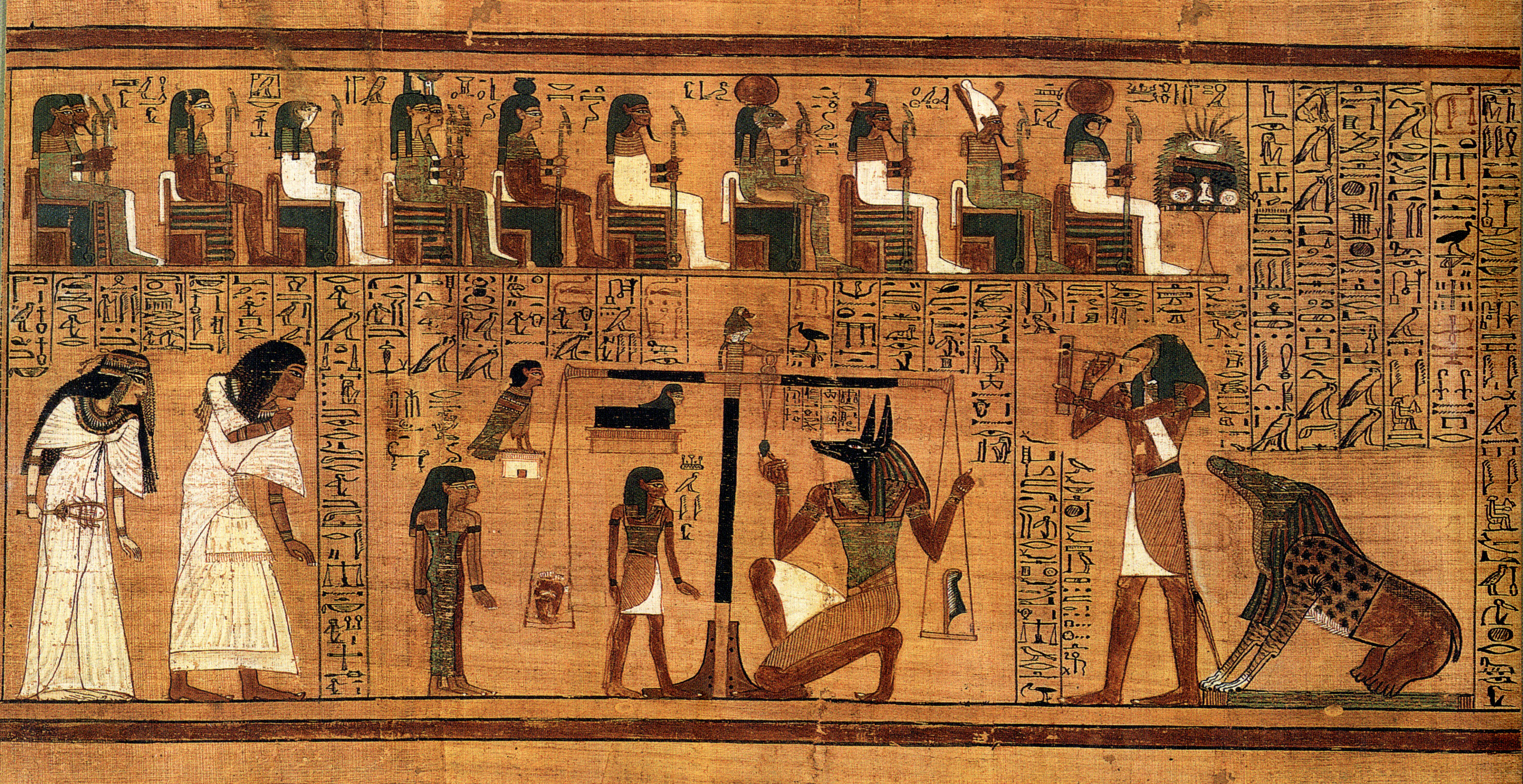
Scena ważenia serca w Księdze umarłych – papirus Aniego, tebańskiego skryby, ok. 1250 p.n.e.

Papirus jako materiał pisarski wykorzystywany był w Egipcie już od III tysiąclecia p.n.e. Początkowo rósł w rejonach Górnego Nilu, później tam zanikł i przeniósł się w deltę Nilu. Łodygi papirusu są wypełnione kleistym sokiem. Cięto je na wąskie pasy, układano ściśle koło siebie, drugą warstwę układano na wierzchu „na krzyż” i prasowano. Powstawał jednolity arkusz, który suszono i gładzono np. kamieniem. Pasy papirusowego zwoju miały szerokości około 12–30 cm a długość nieograniczoną (sklejano ze sobą arkusze). Pisano na nich trzciną maczaną w atramencie wyrabianym z sadzy mieszanej z żywicą i wodą lub w farbie z czerwonej glinki.

### Grecja i Rzym
Zwoje papirusowe. Było siedem gatunków papirusu (najlepszy, robiony ze środkowej części łodygi, zwany był augustiańskim, później klaudiańskim; najgorszy tzw. kupiecki miał barwę brunatną i służył do pakowania towarów). Karty wielkiego formatu, tzw. macrocollon (o szerokości do około 44 cm) wprowadził dopiero cesarz Klaudiusz. Książki zwojowe tworzone były przede wszystkim z papirusu (choć były też ze skór, płótna, liści, cienkiej blachy ołowianej itp.). Obszerne teksty zapisywane były na wielu zwojach. Zwój mieszany to taki, w którym było wiele różnych utworów. Pierwsza karta w zwoju zwana protokolonem, służyła do ochrony i wykonana była z gorszego gatunku papirusu. Zwoje nawijano na umbilicusy (drążki z drewna lub kości). Przyczepiano do nich indeksy (inaczej titulusy lub sillybosy) – kawałki gorszego papirusu, na którym pisano informacje o dziele. Na końcu zwoju zamieszczano kolofon. Tekst był pisany w kolumnach, po 35 głosek w wersie. Każdy zwój przechowywano w pokrowcu z grubszego papirusu lub pergaminu – bibliothèkè. Zwoje przechowywano też w naczyniach podobnych do dawnej wazy glinianej, w capsach (cistach) podobnych do kartonowych pudełek na kapelusze z XIX w., w scrinium (w Rzymie; wyglądało jak katalog biblioteczny po wyjęciu szufladek). Przeciętna wysokość zwoju to 12–15 cm, 20–25 cm, 30 cm lub 44 cm (macrocollon). Długość zwoju wynosiła przeciętnie około 6 metrów, a zazwyczaj nie przekraczała 20 arkuszy.
Tabliczki woskowe (Grecja, Rzym). Prostokątne tabliczki z drewna, metalu lub kości słoniowej powlekano woskiem, po którym pisano metalowym rylcem (stilus) zaostrzonym z jednej, a spłaszczonym z drugiej strony (aby można było wycierać zapisany tekst). Dwie lub więcej tabliczek łączono na grzbiecie tasiemkami lub metalowymi pierścieniami (takie wiązki nazywano dyptychami – dwie tabliczki, tryptychami – trzy, lub poliptychami, gdy połączono ich więcej). Stosowane były przede wszystkim do notatek, ćwiczeń szkolnych oraz korespondencji. Dla historii książki tabliczki woskowe mają znaczenie jako prototyp kodeksu.

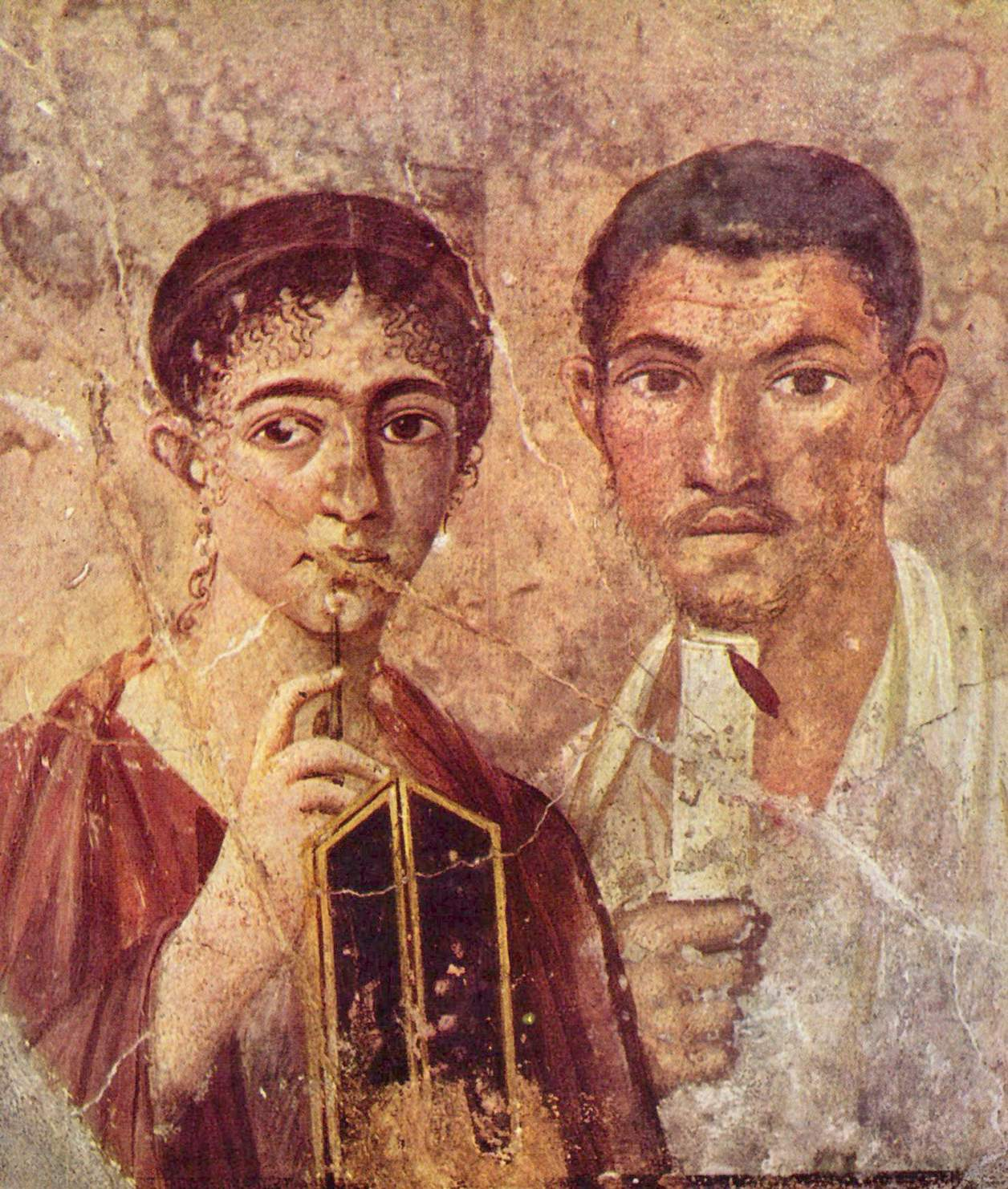
Portret Paquiusa Proculusa (trzymającego zwój) z małżonką (trzymającą tabliczki woskowe). Fresk z Pompejów, Narodowe Muzeum Archeologiczne w Neapolu.
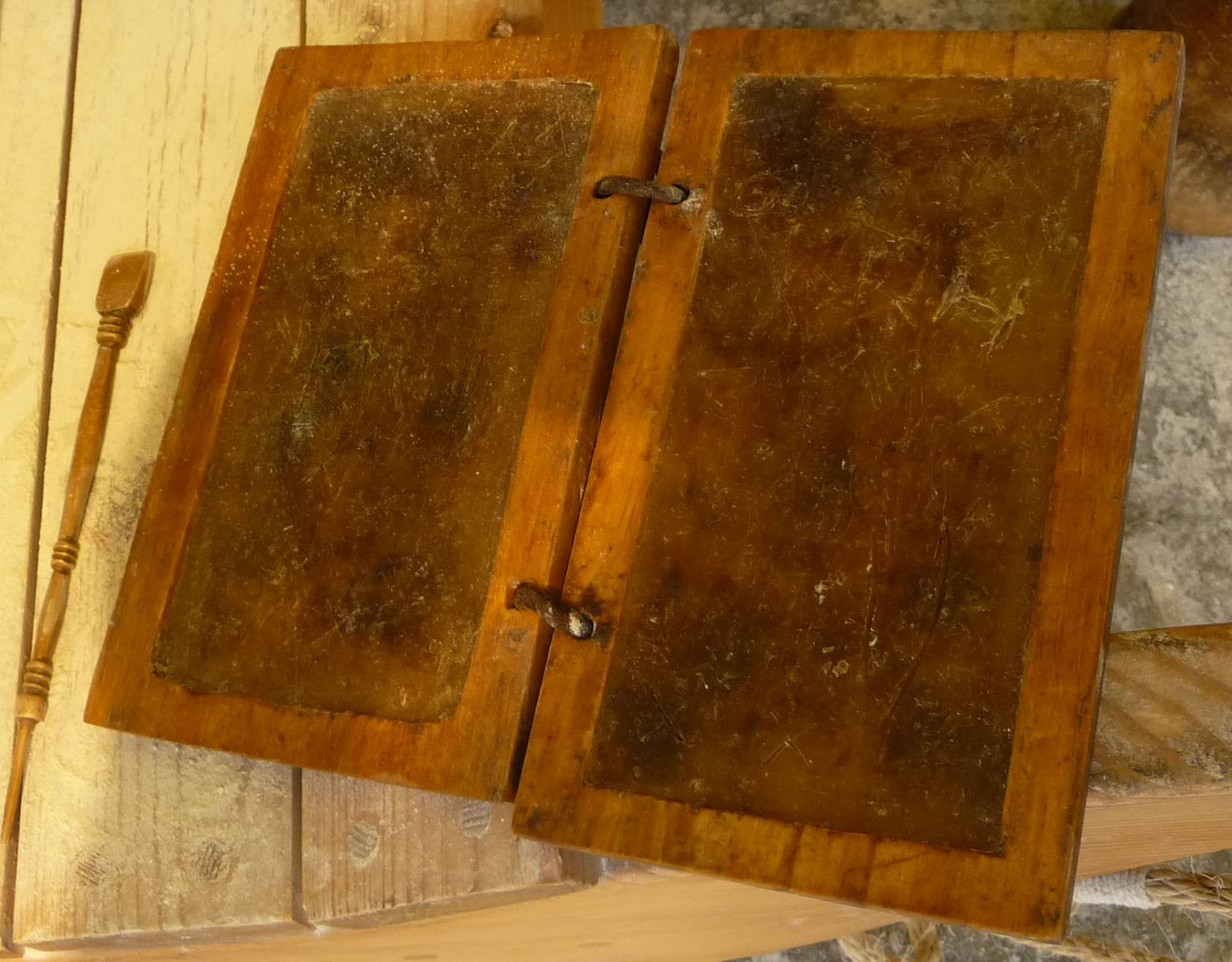
Tabliczki woskowe z rylcem. CC-BY-SA Immanuel Giel, 2011.
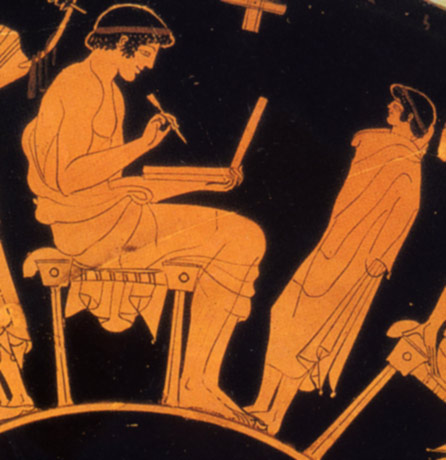
Mężczyzna piszący na tabliczkach woskowych. Ceramika grecka ok. 500 r. p.n.e., malarz Douris. Muzeum w Berlinie. CC-BY-SA Pottery Fan, 2009.

Pergamin – przez długi czas sądzono, że pergamin wynaleziono w III/II wieku p.n.e. (rywalizacja pomiędzy Biblioteką Aleksandryjską i Pergamońską; Ptolemeusz wydał zakaz wywozu papirusu z Egiptu, król Pergamonu Eumenes II został zmuszony do szukania innego materiału piśmienniczego). Ponieważ jednak na skórze pisano od najdawniejszych czasów, a wcześniejsze dokumenty pergaminowe znaleziono m.in. w Dura Europos nad Eufratem, obecnie przyjmuje się, że w Pergamonie jedynie udoskonalono proces obróbki tego materiału i wprowadzono go do szerszego użycia.
Pergamin wytwarzano przez specjalne garbowanie skory koźlej, owczej lub cielęcej. Po usunięciu sierści skórę skrobano, aż stała się cienka; moczono w wodzie wapiennej, aby usunąć tłuszcz; po wysuszeniu nacierano kredą i gładzono. Otrzymany materiał był gładszy, jaśniejszy i trwalszy od papirusu; ponadto obie strony jednakowo nadawały się do zapisu.
Najdelikatniejszy gatunek pergaminu – welin, robiono ze skóry świeżo urodzonych jagniąt (robiono z niego bardzo drogie Biblie podróżne, Godzinki). Początkowo z pergaminu tworzono zwoje jak z papirusu. Materiał ten był lepszy od papirusu, bo można było pisać na nim obustronnie (na pergaminie gatunku charta teutonica i charta virginea, czyli na welinie; charta italica była wyprawiana jednostronnie). Umożliwił też stosowanie rozbudowanych iluminacji i pełnych miniatur, gdyż farba i tusz nie rozlewały się tak bardzo jak na papirusie. Dostępność skór była o wiele większa od łodyg papirusu.
Około II w. p.n.e. zaczął się proces formowania kodeksu pergaminowego (wzorowanego na wiązkach drewnianych tabliczek tworzonych w Rzymie, łac. caudex – kloc drzewny, podstawą jego budowy stała się karta złożona na pół). Kodeks i zwój funkcjonowały równolegle do III/IV w. n.e.; wtedy kodeks stał się najpopularniejszą formą. (Do dziś forma zwoju jest stosowana np. w religii judaistycznej – Tora). Kodeksy dzieli się na jednoskładkowe (karta w kartę) lub wieloskładkowe (w zależności od tego ile kartek tworzy składkę, nazywają się: binion/duernion – kartki poskładane po dwie, ternion – trzy, quaternion – cztery/były stosowane najczęściej/, sexternion – sześć). Na pergaminie pisano trzciną, a od V w. ptasimi piórami (głównie gęsimi). Oprawy kodeksów stanowiły dwie drewniane deseczki.

## Średniowiecze
Zwój papirusowy – aż do XI w. używany w kancelariach papieskich.
Kodeks rękopiśmienny pergaminowy – produkowano sposobem pecji (każdy skryba dostawał jedną składkę, którą wielokrotnie przepisywał) lub lectio (lektor dyktował, kilku skrybów spisywało tekst ze słuchu). Składki znaczono stawiając na ich ostatniej stronie litery lub cyfry rzymskie (takie znaki zwano kustoszami). Na marginesie dolnym ostatniej strony składki zamieszczano pierwszy wyraz znajdujący się na następnej składce (reklamant). Reklamanty i kustosze służyły do prawidłowego ułożenia składek
w kolejności. W książce rękopiśmiennej najczęściej występowało ukształtowanie jedno- lub dwukolumnowe. Pojawił się układ modus modernus, stosowany np. do Biblii z objaśnieniami. Tekst wymagający objaśnień umieszczano w małych fragmentach pośrodku strony i z wszystkich czterech stron otaczano go komentarzami (zazwyczaj pisano je mniejszymi literami). Stosowano niepełny kolofon (subscripito).
Kodeks rękopiśmienny papierowy – wyparł kodeks pergaminowy na przełomie XV-XVI w., okazał się tańszy i bardziej praktyczny. Papier czerpany to wynalazek Chińczyka Cai Luna (ok. 105 r.). Wyrabiał go z materiałów roślinnych (rośliny morwowate
i wawrzynkowate). Arabowie udoskonalili go wykorzystując przy produkcji kleje, wodę wapienną (do wybielania) i koło wodne. Arabowie „przenieśli” papier do Egiptu, a w XIII w. także do Hiszpanii i Francji. Pierwsza europejska papiernia powstała w 1100 lub 1150 roku n.e. w Xàtivie (w Hiszpanii). 1491 r. – papiernia w Prądniku Czerwonym pod Krakowem; druga połowa XV wieku – Gdańsk.
Papier wyrabiano z miazgi sporządzonej ze szmat i odpadków włókienniczych, rozdrobnionych, macerowanych i bielonych w ługu wapiennym, a następnie rozcieranych w specjalnych młynach papierniczych. Tak przygotowaną miazgę, rozcieńczoną wodą, czerpano z kadzi ręcznie (stąd nazwa „papier ręcznie czerpany”) za pomocą płaskiego sita drucianego. Wskutek potrząsania sitem woda z miazgi wyciekała, a na siatce pozostawała cienka warstwa samego gąszczu tworząca arkusz papieru. Te z kolei prasowano, przeciągając przez rozczyn kleju, aby zapobiec zlewaniu się atramentu przy pisaniu. Następnie prasowano ją ponownie, suszono i wygładzono. Filigran (znak wodny) może służyć do wstępnego określenia czasu, w którym powstał dokument niedatowany. W 1670 roku wynaleziono „holendra” – usprawnienie procesu produkcji papieru. W 1389 roku w Bolonii podjęto pierwszą próbę standaryzacji formatów papieru, zamieszczono w murze cztery tablice prostokątne w formatach imperialle, realle, mecane, recute. Budowa kodeksu papierowego była analogiczna do kodeksu pergaminowego.
Zdobnictwo kodeksów rękopiśmiennych – tekst pisano czarnym atramentem. Litery lub wyrazy, które chciano wyróżnić pisano/podkreślano/przekreślano czerwoną glinką (rubrykowanie). Rubrykowaniem do XIII w. zajmował się sam pisarz lub kopista. Później zajmowali się tym rubrykatorzy lub miniatorzy. Stosowano też ozdobnie malowane inicjały, bordiury (czyli floratury okalające tekst ze wszystkich stron), floratury („wypływające” z inicjałów) i miniatury (kolorowe i złocone obrazki). Zajmowali się tym iluminatorzy.
Oprawy średniowiecznych kodeksów – zszywaniem składek i umieszczaniem ich w oprawie zajmowali się introligatorzy (łac. intro – do środka + ligare – wiązać). Dominowały oprawy drewniane lub z desek pociągniętych skórą (od VII/VIII w.), grzbiet usztywniano papierem, na rogach metalowe narożniki. Stosowano też oprawy: kopertowe (zdobione arabeskami; szczególnie popularne w krajach arabskich), zdobnicze (z tłoczonej blachy wysadzanej kamieniami szlachetnymi, złotem), nacinane (ornament cięto ostrym nożem na wilgotnej skórze – uwidaczniał się po naciągnięciu na drewnianą oprawę), sakwowe i płaszczowe, mnisze (oszczędnościowe; skóra była naciągnięta tylko do połowy oprawy, dalej widoczna była deska), oprawy złotnicze (bizantyjskie). Dla ludzi mniej zamożnych funkcjonowały książki nieoprawne. Większość opraw XV-wiecznych to dzieła anonimowe. Do zdobnictwa używano: strychulca (tępo zakończonego druta do wyciskania ślepych linii), tłoków z wyżłobionymi ornamentami (od XII w.), radełek (małych, zaopatrzonych w rączkę metalowych walców – od 2 poł. XV w.), plakiet (działały jak tłoki, lecz miały o wiele większe rozmiary).
Kodeks drzeworytniczy (ksylograficzny) papierowy – (w Europie od lat 30. XV wieku do końca XVI w.) jest elementem pośrednim pomiędzy iluminowanym kodeksem rękopiśmiennym a ilustrowaną książką drukowaną. Głównie Niderlandy (Holandia) i Niemcy. Ksylografia to metoda mechanicznego powielania. Ksylon – drewno + Graphō – piszę. Ang. Blockbook, niem. Blockbuch, franc. Libre xylographique. Ksylografia (drzeworyt) przywędrował do Europy dzięki kontaktom z Dalekim Wschodem. W II w. p.n.e. był stosowany w Indiach (do zdobnictwa tkanin). W VII w. n.e. w Chinach (w klasztorach buddyjskich do odbijania zaklęć i postaci Buddy). W Europie początkowo służył kartownikom.
Drzeworyt XV-wieczny zwany jest langowym (wzdłużnym; powstawał z deski ciętej wzdłuż pnia; używano jabłoni, gruszy, lipy). W ksylografii odbijają się elementy wypukłe. W XV w. pojawiła się technika drzeworytu kolorowego (z kilku klocków). Początkowo używano farby z sadzy zamiast farby drukarskiej. Nakładano na drzeworyt zwilżony papier i odbijano. Stosowano dwie metody ksylograficzne: 1) anopistograficzną – odbija się dwie ilustracje, składa kartkę na pół i złożeniem do wewnątrz wszywa się do książki; 2) opistograficzną – karta obustronnie pokryta tekstem lub ilustracją. Książki ksylograficzne były w większości książkami ilustrowanymi (mało tekstu lub jego całkowity brak). Jedynie donaty zawierały sam tekst.
Książki ksylograficzne nie były obszerne (od kilku do kilkudziesięciu stron). Wydawano tą techniką np. przewodniki dla pielgrzymujących do Rzymu, z opisami różnych sanktuariów (Cuda Rzymu). Książkę, w której obraz odbity był techniką drzeworytniczą a tekst napisany ręcznie, nazywamy chiroksylograficzną. Podobnie jak z drzeworytu, odbijano obrazy i teksty z metalorytu. Odbitki były mniejszych rozmiarów. Metaloryt nigdy nie upowszechnił się tak jak drzeworyt.
Tematyka/funkcja – książka była narzędziem w rękach kościoła (traktaty religijne, księgi liturgiczne, biblie); inne zastosowania to: dokumenty królewskie, państwowe, kroniki sławiące władców, romanse rycerskie i poezje oraz książki w działalności uniwersytetów.

## Renesans
Inkunabuły – (łac. in cunabula – w kołysce) to wszystkie druki wydane do 1500 roku włącznie. Technikę druku za pomocą ruchomych czcionek wynalazł około 1450 Johannes Gutenberg w Moguncji. Wzorcem dla inkunabułów była książka rękopiśmienna. Inkunabuły do lat 70. XV wieku nie posiadały karty tytułowej. Tzw. oczko – kilka pierwszych wyrazów tekstu wykonanych techniką drzeworytu. Różnorodność krojów pisma: tekstura (Biblia 42-wierszowa), gotyko-antykwa (hybryda stworzona na gruncie włoskim jako mieszanka minuskuły gotyckiej i karolińskiej), bastarda, rotunda, antykwa. Stosowano incipit (dosł. zaczyna się: imię autora i tytuł dzieła) i explicit (dosł. kończy się: tytuł dzieła).
Pełnego kolofonu (z sygnetem drukarskim) użyli po raz pierwszy Johann Fust i Piotr Schöffer w Psałterzu Mogunckim w 1457 roku. Elementy zdobnicze inkunabułów to floratury, rubryki, malarstwo miniaturowe i inicjał. W miejscu przeznaczonym na inicjał nadrukowywano literkę (tzw. reprezentant), żeby ułatwić pracę iluminatorowi. Upowszechniały się ilustracje drzeworytowe i metalorytowe. Rozpoczęto numerowanie kart (foliowanie). Numerowanie/oznaczenie składek nazywano w książkach drukowanych sygnaturą (w książce rękopiśmiennej był to kustosz), a pierwszy wers składki następującej nazywano kustoszem (w książce rękopiśmiennej reklamantem). Do książki drukowano także wykaz składek (podawano wyrazy od których zaczynała się poszczególna składka i kończyła). Drukowano też na osobnej karcie nagłówki (tabula rubricarum), przekazywane rubrykatorowi. Z tabula rubricarum wykształcił się w XVI w. spis treści. Stosowano jednoszpaltowy układ tekstu dla tekstów świeckich, dwuszpaltowy dla tekstów liturgicznych i prawniczych i modus modernus dla naukowych. Wyróżniano formaty bibliograficzne: plano (1°) – nie złożony, folio (2°) – złamany raz, quatro (4°) – dwa razy, octavo (8°) – trzy razy, sedecimo (16°) – cztery razy. Składki: najczęściej stosowano ternion (6 kart), quaternion (8 kart), quinterion (10 kart). Książka rękopiśmienna funkcjonowała równolegle z drukowaną jeszcze w XVI/XVII w.
Książka XVI-wieczna – stosowano tylko metodę typograficzną. Czcionka: antykwa (pierwsza stworzona przez Nicolasa Jensona; nowy typ Klaudiusza Garamonda), kursywa (1501 r. – Aldus Manutius; kursywa francuska – Robert Granjon), szwabacha (czcionka wittenberska), bastarda, fraktura, czcionka grecka (wymyślona przez Aldusa Manutiusa, używana przez Frobena z Bazylei). Łacińskie teksty liturgiczne i teksty w językach narodowych drukowano czcionką gotycką. Pozostałe teksty łacińskie drukowano antykwą. Trzy techniki zdobienia: miedzioryt (technika wklęsła), drzeworyt (wypukła; drzeworyt włoski – biały rysunek na czarnym tle – Ratdolt; drzeworyt francuski – czarny rysunek na białym tle), metaloryt (wypukła). Od 1500 r. stosowano kartę tytułową (po raz pierwszy użył jej W. Stőckel). Dążono do umieszczania na karcie tytułowej sygnetu drukarskiego.
Od około 1510 r. zdobiona karta tytułowa była stałym elementem. Stosowano drzeworytową ramkę tytułową (często była to jedyna ozdoba w całej książce). Od lat 20. książka była skromniejsza, straciła na staranności – wpływ reformacji. Drukowanie dużych nakładów wiązało się z niszczeniem czcionek i niezbyt wyraźnym drukiem. Dodatkowo, aby cena była niższa, drukowano na niskiej jakości papierze. W XVI w. pojawił się druk ulotny i okolicznościowy w formacie quatro. Pod koniec XVI wieku wkracza nowy styl – barok.
Oprawy – w zachodniej Europie podstawowym materiałem była deska obciągnięta skórą (wołową, cielęcą, świńską, sporadycznie z dzikich zwierząt, pergaminem); w bogatych oprawach chętnie stosowano zdobienie złotem; elementy zdobnictwa: palmetki (głowy ludzkie popiersia), motywy wschodnie. Piękne oprawy renesansowe w swych kolekcjach mieli bibliofile: Jan Grolier, Tomasz Maioli, Demetrio Canevari (jego oprawy miały plakietę w formie medalu z wizerunkiem Apollina).
Tematyka/funkcja – humanizm; rozwój języka narodowego – m.in. powieści w językach narodowych, poezja; odtworzenie spuścizny świata starożytnego – wydania dzieł literackich, przyrodniczych, filozoficznych; literatura niereligijna na potrzeby uniwersytetów – np. książki z zakresu anatomii, zielniki obficie ilustrowane drzeworytami; funkcja ideowa (książka i druki reformacyjne/kontrreformacyjne); druk O obrotach… Kopernika, dzieł Galileusza, Giordano Bruno – książki wpisane do indeksu ksiąg zakazanych; książka na wysokim poziomie edytorskim i książka jako narzędzie walki religijnej i politycznej (wydawana szybko, bez dbałości o estetykę).

## Barok
Książka barokowa – umiar i harmonia książki renesansowej ustąpiły miejsca formie bardziej urozmaiconej. Charakterystyczne dla nowej epoki były: duży format książek, przeładowanie zdobnictwem, okazałe oprawy (przodowała w tym Francja; fers pointillés pierwsza poł. XVII w./ – tłoki punktowe; zaczęto ornamentami zdobić grzbiet książki i wewnętrzną stronę okładki; motyw wachlarza – bardzo charakterystyczny dla baroku; tłokowy odcisk wachlarza przede wszystkim w narożnikach oprawy; koronka; też oprawy o skromnym zdobnictwie /II połowa XVII wieku/, tego typu oprawy wykonywał dla Ludwika XIV Antoni Ruette; książki codziennego użytku oprawiano w pergamin gładki /biblioteki szkolne, kościelne/), zróżnicowany krój i stopień pisma, główną techniką zdobniczą wykorzystywaną w książkach był miedzioryt (mniej znana była akwaforta); bogato rozbudowana kompozycja tytułowa, w droższych pozycjach – np. atlasach, dziełach podróżniczych – specjalnie wysztychowana karta tytułowa /tekst + obraz = nierozłączna całość/.
Tematyka/funkcje – kontrreformacja; produkcja książek była różnorodna (od dzieł naukowych do niestarannie drukowanych druków okolicznościowych); intensyfikacja produkcji książek naukowych; książka miała pełnić funkcję edukacyjną, wychowawczą
i ludyczną.

## XVIII wiek – Oświecenie
Książka w stylu rococco – zmniejsza się format książki, zdobienie jest mniejsze,
lecz bardziej finezyjne, oprawy harmonijnie łączące motywy geometryczne i roślinne plus ekslibrisy.
Książka oświeceniowa – książka naukowa (niewielki format, czytelna czcionka, często miedziorytowe tablice doklejane na końcu książki, indeksy rzeczowe, tablice chronologiczne, bibliografie); narodziny książki masowej z ilustracjami (koniec XVIII w.). Zdobnictwo książkowe: ograniczono do roli informacyjnej, punkt ciężkości przeniesiono na układ typograficzny; ilustracje często wykonywano techniką akwaforty. Oprawy: początki oprawy mozaikowej (rozkwit w wieku XIX); występowała w dwóch odmianach: pocięta, kolorowa skóra na okładkę obłożoną już skórą albo od razu komponowano okładkę z kolorowych kawałków skór (bardzo drogi rodzaj okładki). Mistrz Antoine–Michel Padeloup stosował koronki. Klasycyzm (koniec XVIII w.) – elementy starożytnego Rzymu, ornamentyka na grzbietach książek, James Edwards i John Whitacker zapoczątkowali styl etruski zwany też angielskim. XVIII/XIX w. – oprawy nakładowe, czyli masowe, głoszono wtedy upadek powszechnego introligatorstwa, pogorszył się materiał introligatorski.
Tematyka/funkcje – laicyzacja literatury; encyklopedie (polskie encyklopedie: Nowe Ateny Benedykta Chmielowskiego i Zbiór potrzebniejszych wiadomości Ignacego Krasickiego), leksykony, almanachy; książka naukowa (patronat arystokratów, towarzystw naukowych); powstaje książka dziecięca.
Materiały opraw (od XV do XVIII w.): skóra owcza, skóra cielęca (XV-XVI w., dobra, najczęściej brązowa), skóra wołowa (mocna, gruba, do opraw nacinanych), skóra świńska (pospolita w XV/XVI w.), skóra kozia (bardzo trwała o lekko chropowatej powierzchni), zależnie od miejsca wyrobu miała kilka rodzajów: maroquin (Maroko), safian (cienka miękka skóra kozia), kurdyban (Kordoba w Hiszpanii) – największa produkcja w XVII/XVIII wieku, pergamin.

## XIX i XX wiek
Kapitalizm – książka jako towar, wydawcy często przestawali dbać o poziom publikacji, wydawali takie książki, które odpowiadały gustowi potencjalnych klientów; zwiększenie popytu na książki, duże nakłady, potrzeba przyspieszenia produkcji (pomogły w tym: wynalazek maszyny papierniczej dającej ciągłą taśmę papieru – Ludwik Robert 1799 r.; stereotypia + pospieszna maszyna do odlewania czcionek – Klaudiusz Genoux; szybkościowa cylindryczna maszyna drukarska – Friedrich Koenig 1811 r.; maszyna offsetowa – druga połowa XIX wieku).
Książka masowa – serie wydawnicze, cykle wydawnicze, powieść zeszytowa, książki dla dzieci i młodzieży, literatura dla ludu (XIX w., twórczość adresowana i przystosowana do określonego społecznie kręgu odbiorców, rekrutujących się z warstw ludowych, najczęściej wiejskiego środowiska ludowego), literatura popularna (zwana też niższą, trywialną, rozrywkową) może być zdefiniowana jako to, co niewyrafinowany czytelnik wybiera dla przyjemności; taki czytelnik może pochodzić z każdej klasy społeczeństwa, chociaż literatura popularna zwraca się głównie do ubogich, a od końca XVIII w. również do dzieci.
Książka kieszonkowa (1935, Anglia, wydawnictwo Penguin Books) – mała, masowa, wielkie nakłady, tania, ukazująca się w seriach.
Ilustracje książkowe – czasem wykonywano techniką litografii (wynaleziona w 1798 r. przez Aloisa Senfeldera) – nie nadawała się do szczegółów i ekspresji; litografia wykorzystuje właściwości odpychające kwasów i tłuszczów; początkowo stosowana była tylko do odbijania nut, później też do ilustracji tytułowych, w okresie romantyzmu do celów artystycznych wykorzystywał ją E. Delacroix. Inną technika ilustracyjną był staloryt – linearny, jednoznaczny, suchy. Wynalazł go w 1820 r. Anglik Karol Hoath. Staloryt jest technika wklęsła. Wymaga starannej pracy, trudno o retusze. Technika stalorytu jest dokładna, nadaje się do portretów, widoków miast. W Polsce stalorytem zajmował się Antoni Oleszczyński. Wykorzystywano też techniki fotochemiczne. Najczęściej używano techniki drzeworytu sztorcowego (Thomas Bewick; w Polsce – Wincenty Smokowski i Jan Styfi).
Ruch na rzecz książki pięknej i artystycznej – zmierzający do wznowienia książki wzorowanej na dawnych stuleciach. Przewrót ten nie wyszedł od drukarzy, lecz od estetyków pod przewodnictwem Williama Morrisa w Anglii. On i jego zwolennicy głoszą powrót do wytwarzania ręcznego, w przekonaniu, że maszyna jest wrogiem piękna. W 1891 r. założyli na przedmieściu Londynu Hammersmith sławną drukarnię Kelmscott Press, nastawioną wyłącznie na prace ręczną, a ich ideałem i wzorem stała się książka średniowieczna i mistrzowskie dzieła pierwszych drukarzy. Styl Morrisa znajduje naśladowców w całej Europie, lecz jego przesada w formie typograficznej i niesłuszne eliminowanie z wytwórczości maszyn powodują szybkie zanikanie tych wpływów. W Polsce – Stanisław Wyspiański.
Oprawy – od połowy XIX wieku zaczęto stosować maszyny introligatorskie (początkowo oprawy były ślepe /bez nadruku/tytuł + autor, później projektowano okładki). Style w introligatorstwie: katedralny, neorokoko (wielkie ornamenty w stylu rokoko).
Oprawy współczesne – proces nadawania arkuszom papieru zwanym składkami postaci książki = proces zawieszania oprawy; okładka zapewnia funkcjonalne połączenie kartek (tak by się sama nie zamykała), ochronę kartek przed uszkodzeniem; nie powinna obniżać funkcjonalności książki. Typy opraw: oprawa miękka (broszurowa), półtwarda, twarda, specjalna (np. spirala). Jeżeli grzbiet książki jest szerszy niż 5 mm, to powinien być na nim wydrukowany tytuł, numer tomu, a jeśli się zmieści to także nazwisko autora i nazwa lub znak wydawcy. Napisy na grzbiecie powinny biec równolegle do grzbietu, według starszych zaleceń – od dołu do góry, a według nowszych – od góry ku dołowi; jeżeli grzbiet jest szeroki, tytuł można umieścić w poprzek grzbietu (tzw. szyldzik).